# Casa Joan Nicolàs
La Casa Joan Nicolàs és una obra de Vilanova i la Geltrú (Garraf) protegida com a Bé Cultural d'Interès Local.

## Descripció
Es tracta d'un edifici entre mitgeres en cantonada de planta trapezoïdal, de tres crugies perpendiculars a la façana principal, la de la cantonada composta per planta baixa, entresòl i una planta pis i les dues restants de planta baixa i pis. L'escala consta de dos trams a la crugia central. La coberta és a una sola vessant i a la part posterior hi ha terrat.
Les parets de càrrega són de tàpia, els forjats són de bigues i llates de fusta i rajola i també de bigues de formigó i revoltó ceràmic.
El portal d'entrada és d'arc de mig punt, les finestres són amb llinda i ampit motllurat, el balcó és amb llinda i enrasat a la façana amb barana de ferro forjat. A la planta pis trobem tres finestres de galeria d'arc rebaixat amb impostes motllurades. El ràfec és senzill. Al carrer Terrissaires hi ha un contrafort exterior.